# Yantian

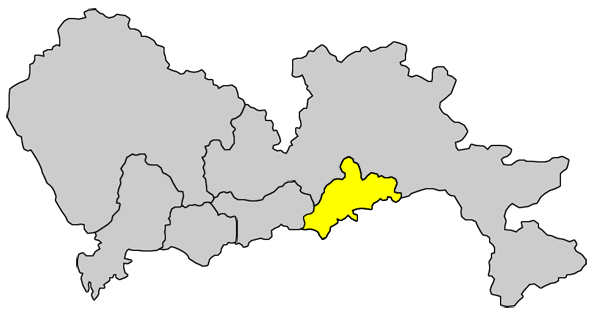
Położenie dzielnicy Yantian

Yantian (chiń. 盐田区) – jedna z siedmiu dzielnic Shenzhen, w prowincji Guangdong, w Chińskiej Republice Ludowej. Powierzchnia dzielnicy wynosi 72,63 km² i jest zamieszkana przez 218 700 mieszkańców.